# 克洛里斯 (宁芙)

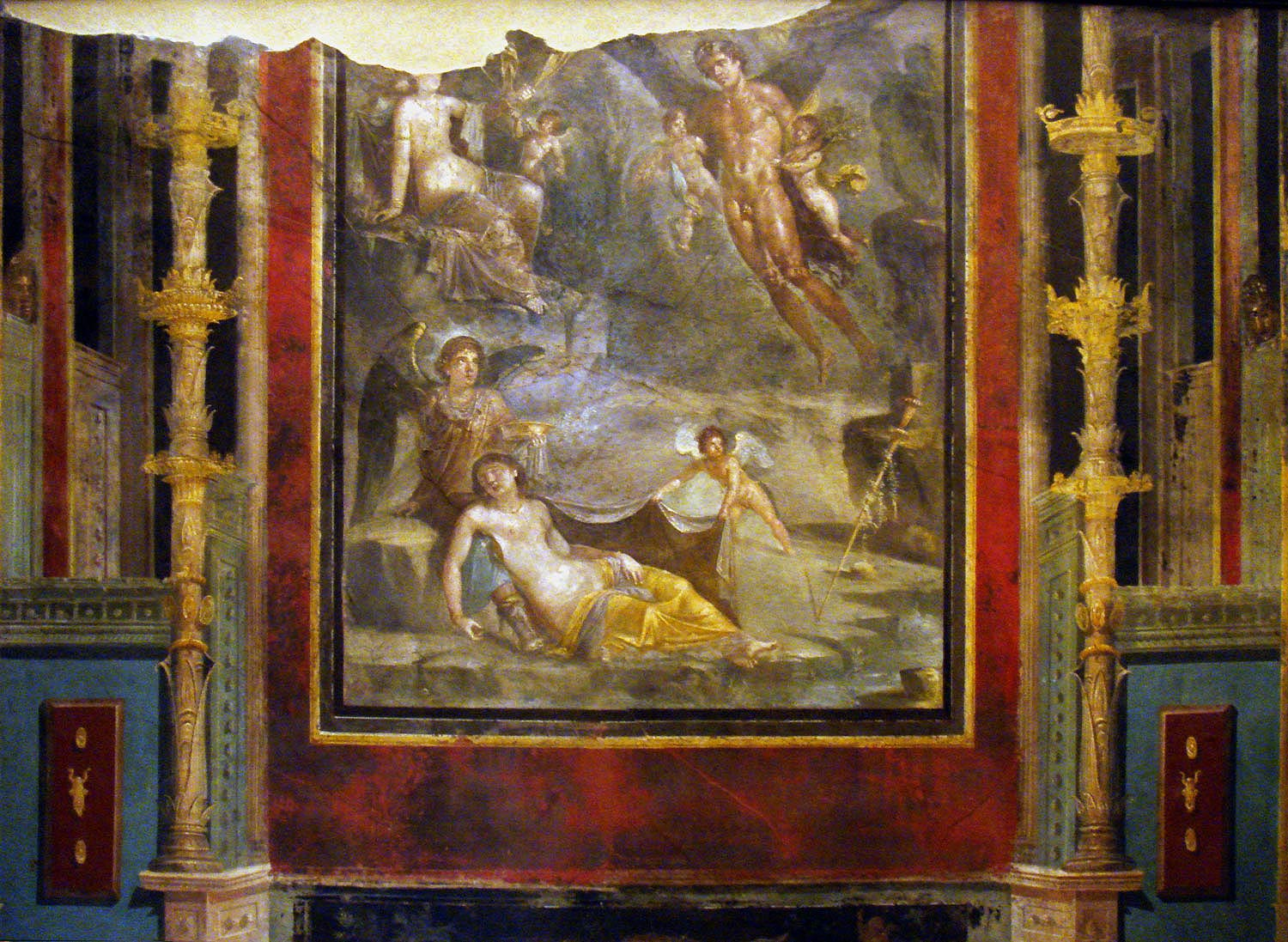
仄费洛斯和克洛里斯的婚礼。庞贝古城的壁画

在希腊神话中，克洛里斯（ /ˈklɔːrɪs/ ；希腊语 Χλωρίς Chlōrís ，来自 χλωρός chlōrós ，意思是“黄绿色”、“淡绿色”、“苍白”、“苍白”或“新鲜”）与春天、花朵和新的生长有关的宁芙/女神，据信居住在极乐世界。

## 神话
克洛里斯被西风之神仄费洛斯绑架（诗人奥维德指出这与他的兄弟北风神和欧丽泰亚的故事相似），在他们结婚后仄费洛斯将她变成了一个名为佛洛拉的女神。他们有一个儿子，名叫卡波斯。人们还认为是她将阿多尼斯（银莲花）、阿蒂斯、克洛库斯（番红花）、雅辛托斯（风信子）和纳西瑟斯（水仙）变成花朵。 

## 艺术作品
- 西风神和花神, 约1720年出自雕塑家Antonio Corradini之手, 现存于维多利亚和阿尔伯特博物馆
- "她张口欲言，春天的玫瑰在她唇畔绽放，她说：“我曾是克洛里斯，现在是佛洛斯” 来自于诗人奥维德的<<岁时记>>
- 仄费洛斯与克洛里斯 (花神与西风神) 出自 威廉·阿道夫·布格罗

## 引文
1. ↑  Ovid, Fasti, 5. 195 ff